# مكتوب (رواية)
مكتوب هي مجموعة قصص من تأليف البرازيلي باولو كويلو نشرت لأول مرة عام 1994. يحمل الكتاب عشرات الحكايا الصغيرة والمشاهد من واقع عاشه أو سمع عنه. ومن حضارات العالم المختلفة وفلكلورها وأساطيرها.
يتالف هذا الكتاب من تعاليم تعلمتها من معلمي خلال عشرتنا التي استمرت أحد عشر عاما وبه نصوص اخري عباره عن حكايات وقصص رواها لي اصدقاء واناس تركوا لي رسالة لا تنسي رغم اني لم التق بهم أكثر من مرة، اخذت في تدوين كلام معلمب بمنتهي الدقة.
اخيرا شيئا فشيئا وجدت في كل ما يجري حولي سببا لكتابة مكتوب وكان يمنحني ثراء الي درجة تجعلني اليوم غير نادم علي تلك المهمة اليومية.
((كانت مهمتي هي النساج فقط، لايمكنني ان انسب لنفسي مزايا القطن والكتان))

## نبذة عن الكاتب
ولد باولو كويلو في ريو دي جانيرو عام 1947. قبل أن يتفرغ للكتابة، كان يمارس الإخراج المسرحي، والتمثيل وعمل كمؤلف غنائي، وصحفي. وقد كتب كلمات الأغاني للعديد من المغننين البرازيليين أمثال إليس ريجينا، ريتا لي راؤول سييكساس، فيما يزيد عن الستين أغنية. ولعه بالعوالم الروحانية بدء منذ شبابه كهيبي، حينما جال العالم بحثا عن المجتمعات السرية، وديانات الشرق. نشر أول كتبه عام 1982 بعنوان «أرشيف الجحيم»، والذي لم يلاق أي نجاح. وتبعت مصيره أعمال أخرى، ثم في عام 1986 قام كويلو بالحج سيرا لمقام القديس جايمس في كومبوستيلا. تلك التي قام بتوثيقها فيما بعد في كتابه «الحج». في العام التالي نشر كتاب "الخيميائي"، وقد كاد الناشر أن يتخلي عنها في البداية، ولكنها سرعان ما أصبحت من أهم الروايات البرازيلية وأكثرها مبيعا.
حاز على المرتبة الأولى بين تسع وعشرين دولة. ونال على العديد من الأوسمة والتقديرات.

## وصلات خارجية
- مكتوب على موقع IMDb (الإنجليزية)
- مكتوب على موقع Turner Classic Movies (الإنجليزية)
- مكتوب على موقع فيلمافينيتي (الإسبانية)
- مكتوب على موقع قاعدة بيانات الفيلم (الإنجليزية)
- مكتوب على موقع ليتربوكسد (الإنجليزية)
- مكتوب على موقع كينوبويسك (الروسية)

- صفحة رواية مكتوب على موقع جود ريدز